# Džonstaunska žičara
Džonstaunska žičara (engl. Johnstown Inclined Plane) je žičara duga 273,3 m, koja se nalazi u Džonstaunu, u okrugu Kambrija američke savezne države Pensilvanije. Žičara i njene dvije stanice spajaju grad Džonstaun, koji se nalazi u dolini na ušću rijeke Stonikrik sa oblašću Vestmont.

## Ukratko
Džonstaunska žičara je jedna od žičara sa najvećom kosinom na svijetu koja iznosi 70.9%. Žičara pored ljudi, može da prevozi i automobile, a vrijeme za koje žičara preveze putnike i automobile sa jedne na drugu stranu je 90 sekundi.
Nakon katastrofalne poplave 1889, žičara je završena 1891. kako bi pomogla u evakuaciji u slučaju budućih poplava. U isto vreme služila je i kao prevozno sredstvo za novoformirana naselja iznad doline. Žičarom je upravljala kompanija Cambria Iron Company i njen nasljednik Bethlehem Steel  sve do 1935. kada je prodata opštini Vestmont.
Žičara je bila nakratko zatvorena 1962, kada je kompanija Bethlehem Steel prestala da joj isporučuje električnu energiju. Dva puta u svojoj istoriji žičara je poslužila svrsi zbog koje je i izgrađena. Prvi put 1936. i ponovo 1977. godine. Godine 1973. upisana je u Nacionalini Registar Istorijskih mjesta (engl. National Register of Historic Places) SAD-a, a 1994. godine je proglašena i za Istorijski spomenik mašinstva (Historic Mechanical Engineering Landmark). Dva puta je renovirana, prvi put 1962, a drugi put od 1983. do 1984. godine.

## Dizajn
Džonstaunsku žičaru je dizajnirao mađarski inženjer Samjuel Dičer, koji je takođe dizajnirao i žičare Duquesne Incline, Castle Shannon Incline i Fort Pitt Incline) u Pitsburgu.
Žičara se sastoji od paralelnih (2,438 mm) tračnica pod uglom od 35 stepeni i 28 minuta u odnosu na horizontalnu podlogu. Uspon je dug 273,3 metra i penje se 153,1 metra vertikalno do vrha stanice koja se nalazi na 516,2 metara nadmorske visine. Uspon je osvjetljen natrijumskim lampama visokog pritiska, montiranim sa strana šina. Nekada su postojale i stepenice ali su srušene negdje oko 1963. godine.
Dva vagona se pomjeraju tako što kada jedan ide prema gore, drugi ide odozgo i djeluju suprotnim silama. Vagoni su široki 4.72 metra, visoki 4.62 metra, i dugi 10 metara. Mogu prevesti 65 ljudi ili 6 motora i jedan automobil.

## Istorija

### Izgradnja
Žičare su bile česte u Evropi, i doseljenici koji su se naselili kod Džonstauna pamtili su ih iz zemalja iz kojih su došli, te su njihov koncept donijeli sa sobom u Ameriku. Prve žičare u Americi izgrađene su 1830-tih godina u sklopu pruge Allegheny Portage. Željeznica Portage je prenosila kanalske čamce preko planina Allegheny, kako bi povezala kanale kod Pitsburga sa onim kod Filadelfije.
Dana 31. maja 1889. brana South Fork se urušila uzvodno od Džonstauna na rijeci Little Conemaugh. Rezultat toga je bilo potpuno uništenje grada i smrt 2.209 ljudi. Kada je grad obnovljen, kompanija Cambria Iron je započela izgradnju novih naselja na planini Yoder. Da bi se olakšalo kretanje ljudima novonastalih naselja Vestmonta, napravljena je žičara.

### Upotreba
Žičarin parni motor je isključen 6. januara 1912. godine i zamijenjen je električnim motorom. U početku su vagoni bili dvospratni, te su se u isto vrijeme mogli prevoziti i ljudi i kočije ili automobili, ali su zamijenjeni jednospratnim vagonima 1921. Na glavnom gornjem spratu su se nalazile konjske kočije a na donjem spratu su se nalazili putnici.
Dana 17. marta 1936. godine preko 4.000 stanovnika je evakuisano iz Džonstauna na veće visine jer su se rijeke Stoneycreek i Conemaugh izlile iz svojih riječnih korita.

## Spoljašnje veze
- Zvanični sajt operatora (језик: енглески)